# Metal desplegado

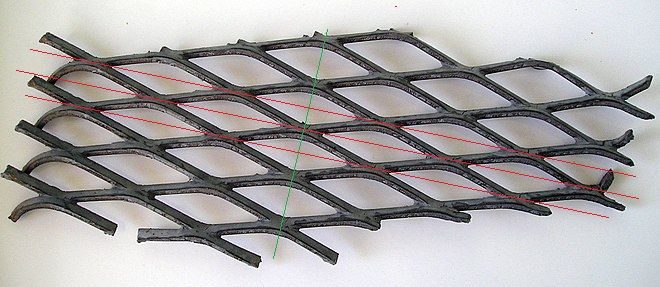
Metal desplegado

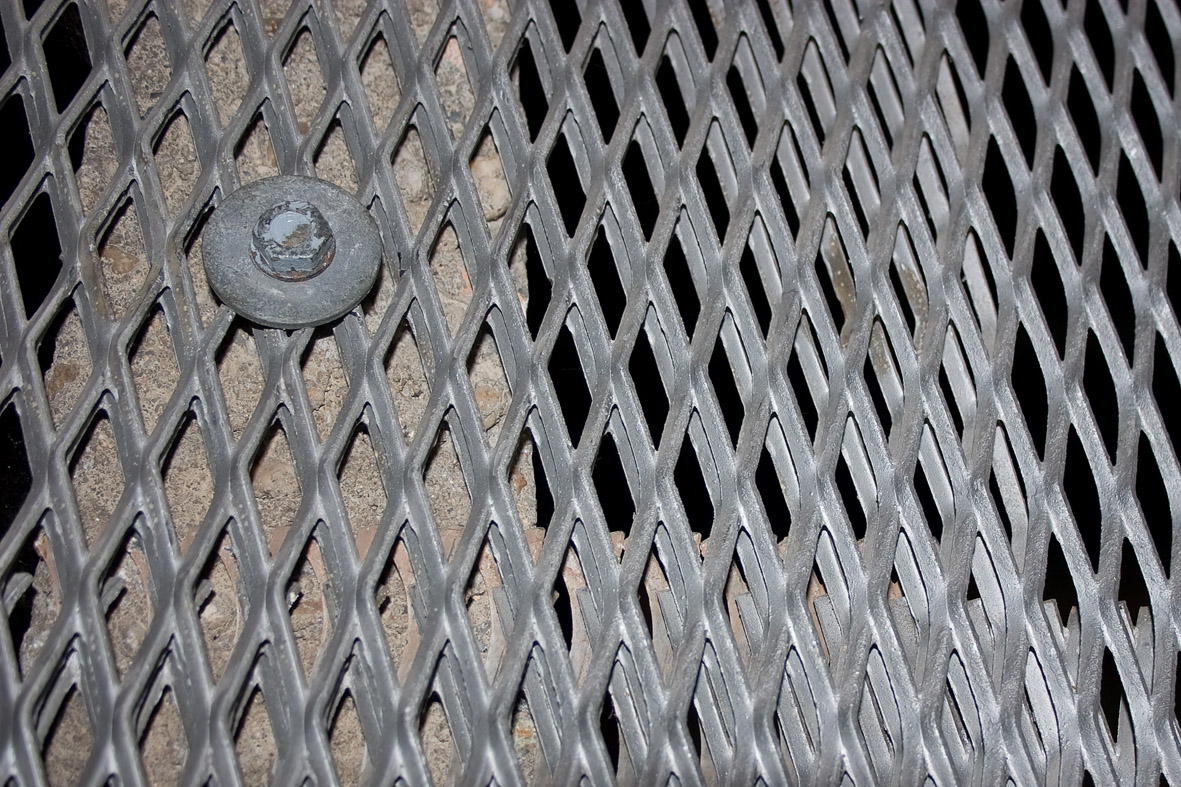
Metal desplegado usado como valla en la frontera interalemana

Metal desplegado (también utilizada ocasionalmente la palabra francesa, déployé) es una forma de presentación del metal creado mediante la cizalladura de una plancha de metal en una prensa, lo que provoca que el metal se estire, dejando vacíos con forma de rombo rodeados de líneas de metal interconectadas. El método más común de manufactura consiste en crear las aberturas y estirar el material en un único movimiento.
El metal desplegado es una de las presentaciones más frecuentes de la industria del metal. Por su soporte y resistencia en superficies bidimensionales, a la vez que representa un alto aprovechamiento del material y ligereza, es frecuentemente utilizado en:
- Rejillas
- Mobiliario de exterior (por ejemplo bancos)
- Vallados
- Protección de usuarios frente a maquinaria caliente o peligrosa.
- Pasarelas
- Barandillas